# Фрунзенская (станция метро, Москва)
«Фру́нзенская» — станция Московского метрополитена. Расположена на Сокольнической линии между станциями «Парк культуры» и «Спортивная». Находится на территории района Хамовники Центрального административного округа Москвы.

## История и происхождение названия
Станция открыта 1 мая 1957 года в составе участка «Парк культуры» — «Спортивная», после ввода в эксплуатацию которого в Московском метрополитене стало 43 станции. Станция получила название по расположенным поблизости Фрунзенской набережной и 1—3 Фрунзенским улицам (а они, в свою очередь, в честь Михаила Васильевича Фрунзе, военного и партийного деятеля СССР). До 1956 года улицы, а до 1926 года и набережная назывались Хамовническими — по историческому району Москвы Хамовники. Его название произошло от Хамовной слободы XVII века, находившейся за стеной Земляного города и соседствовавшей с Девичьем полем. В ней бок о бок проживали ткачи, изготовлявшие белое (хамовное) полотно, то есть хамовники — «ткачи полотнянщики, скатертники». В 1925—1986 годах имя Фрунзе носила также улица Фрунзенский (Хамовнический) Вал, однако сочетание древнего термина «вал» с фамилией советского деятеля выглядело странно, и этой улице одной из первых возвратили старомосковское название (хотя подобная необычность есть в Москве и сейчас — площадь Абельмановская Застава, названная в честь большевика Н. С. Абельмана, и Улица Ленинская Слобода, названная в честь В. И. Ленина[значимость факта?]). Проектное название станции — «Хамовническая». В 1991 году станцию предлагали переименовать в «Хамовники»

## Реконструкция
Со 2 января 2016 года станция была закрыта на реконструкцию, которая продлилась почти год. На это время был организован бесплатный автобусный маршрут «М» «Улица Хамовнический Вал — Метро „Парк культуры“» с промежуточной остановкой у метро «Фрунзенская».
В ходе реконструкции на станции вместо трёх изначальных эскалаторов ЭМ установлены четыре новых эскалатора ЭС, которые потребляют на 40 % меньше электроэнергии. Вестибюлю станции был возвращён исторический облик.
Открытие станции после реконструкции состоялось 29 декабря 2016 года. В церемонии принял участие мэр Москвы Сергей Собянин.

## Вестибюли и пересадки
Станция имеет наземный вестибюль. Он был частично демонтирован в 1984 году, а его внутренняя часть встроена в здание Московского дворца молодёжи. Имеет выход на Комсомольский проспект и переулок Хользунова.
Существует план объединения Рублёво-Архангельской линии и Бирюлёвской линии. Станция «Фрунзенская» может стать пересадочной на перспективную станцию Рублёво-Бирюлёвской линии.

## Техническая характеристика
Конструкция станции — пилонная трёхсводчатая глубокого заложения (глубина заложения — 42 метра). Авторы проекта — Р. И. Погребной и Ю. П. Зенкевич.
Перед платформой в сторону станции «Парк культуры» к первому пути Сокольнической линии примыкает соединительная ветвь к Кольцевой линии, используемая для служебных перевозок.

## Оформление
Станция проектировалась ещё до выхода постановления «Об устранении излишеств в проектировании и строительстве», поэтому, несмотря на дату открытия (1957 год), её архитектурный облик хотя уже не содержит в себе никаких особых «излишеств» в виде мозаик, но ещё не обеднён. Таким образом, «Фрунзенская» (равно как и следующая за ней станция «Спортивная») является одной из последних станций московского метро, построенных в стиле сталинского ампира. Облик станций Рижского радиуса, открытых годом позже, уже заметно более аскетичный.
Пилоны станции облицованы красным мрамором с поясками из белого мрамора с резным узором. Над пилонами закреплены металлические решетки с пятиконечной звездой. Пол выложен чёрным и красным мрамором. Путевые стены изначально были покрыты керамической плиткой: кремовой — сверху и чёрной — снизу. В ходе реконструкции станции в августе — октябре 2016 года был произведён ремонт путевых стен (замена одной керамики на другую, более качественную, дабы сохранить исторический облик станции). В торце центрального зала, отделанном красным мрамором, — бюст М. В. Фрунзе работы скульптора Е. В. Вучетича.
Станция освещается рядами массивных люстр с 8 рожками-плафонами.

## Наземный общественный транспорт
На этой станции можно пересесть на следующие маршруты городского пассажирского транспорта:
- Автобусы: м5, 138

## Галерея

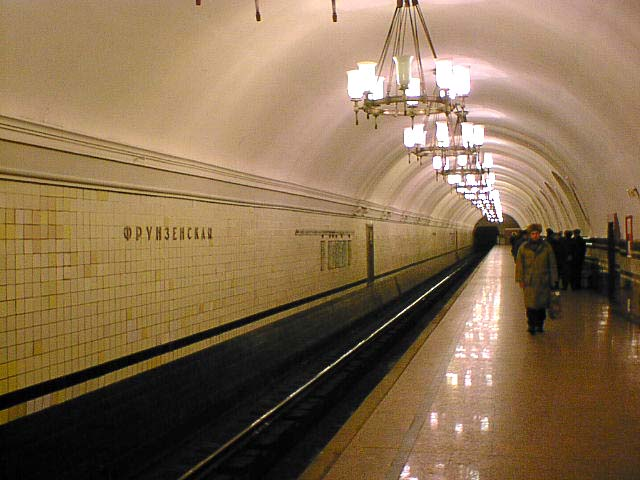
Посадочная платформа. 11 марта 2000 года.
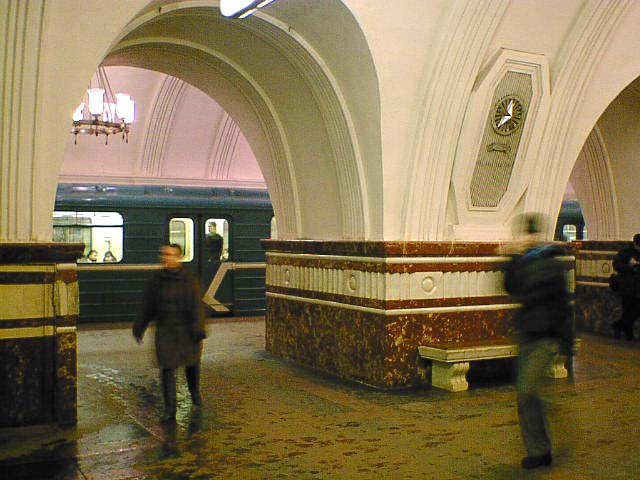
Отделка пилонов. 11 марта 2000 года.
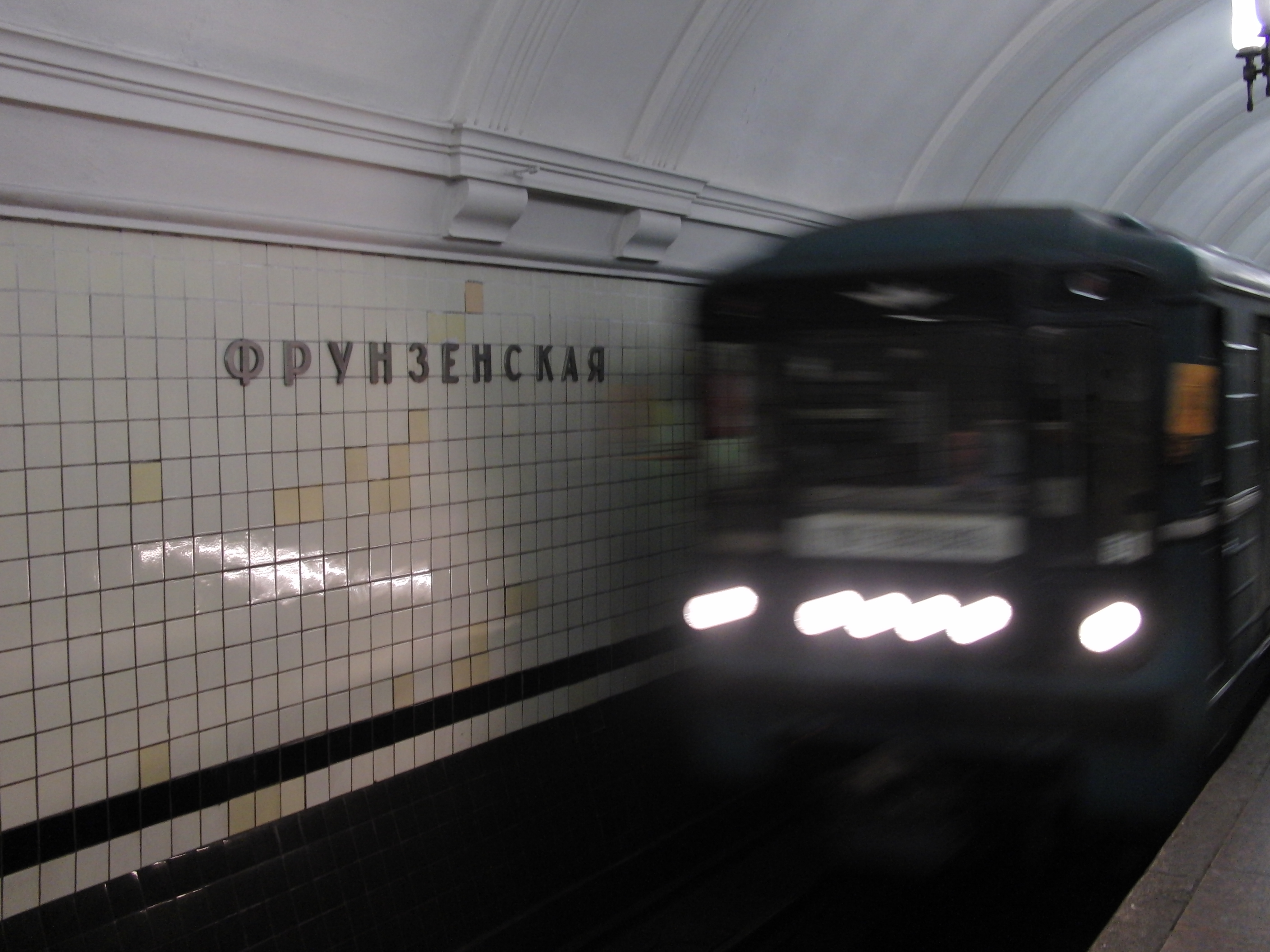
Прибытие поезда на станцию
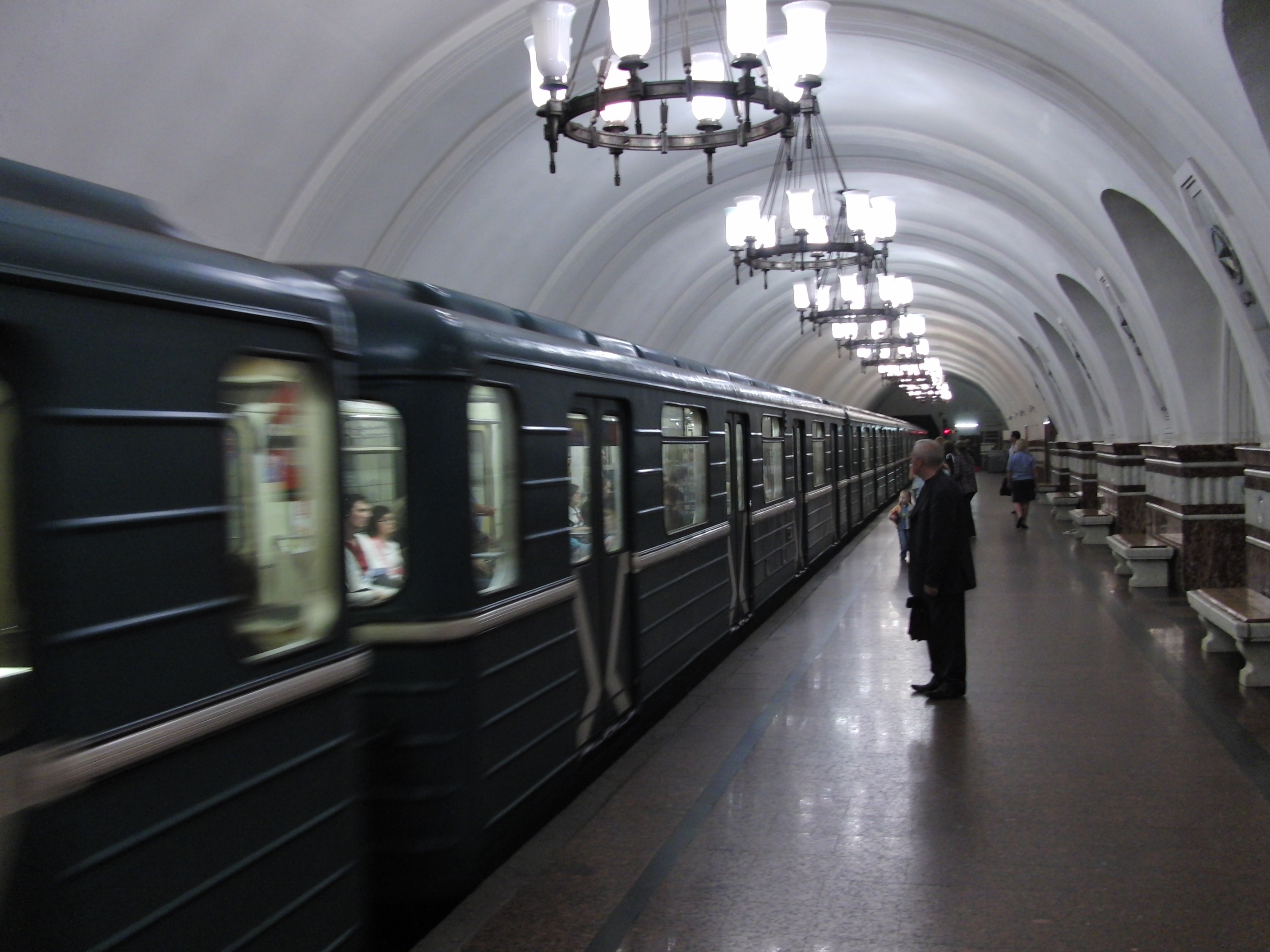
Поезд на посадочной платформе
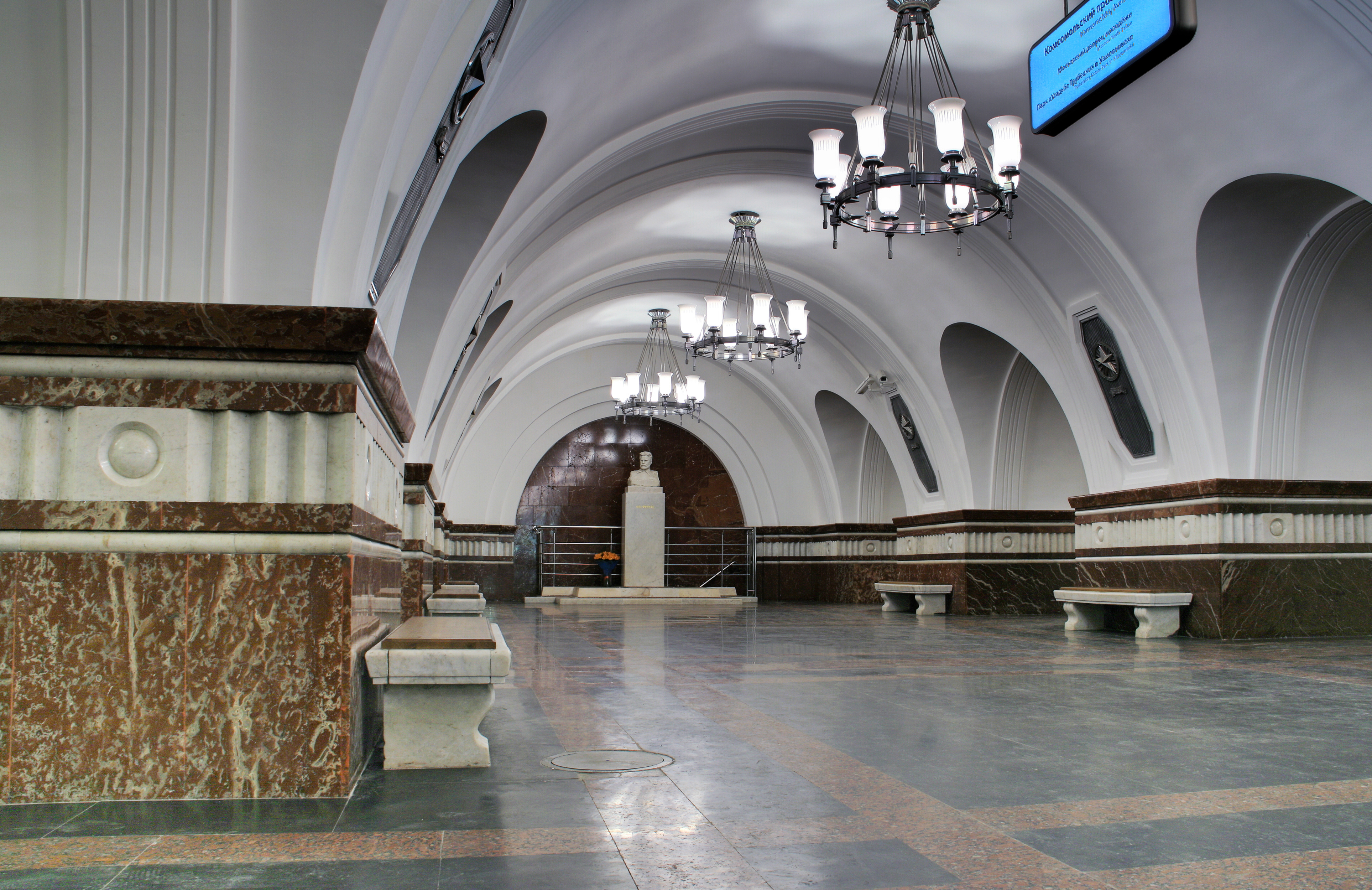
Вид центрального зала с бюстом Фрунзе в торце

## Станция в цифрах
- В марте 2002 года пассажиропоток составлял: по входу — 46,2 тысячи человек, по выходу — 48,6 тысячи человек[9].
- Время открытия станции для входа пассажиров — 5 часов 35 минут, время закрытия — 1 час ночи[10].
- Таблица времени прохождения первого поезда через станцию[11]:

| По чётным числам                  | Будние дни | Выходные дни |
| По нечётным числам                | Будние дни | Выходные дни |
| В сторону станции «Парк культуры» | 05:49:00   | 05:49:00     |
| В сторону станции «Парк культуры» | 05:49:00   | 05:49:00     |
| В сторону станции «Спортивная»    | 05:49:00   | 05:49:00     |
| В сторону станции «Спортивная»    | 05:49:00   | 05:49:00     |